# Hà Thanh (ca sĩ)
Trần Kiêm Lục Hà (1937 – 2014) nghệ danh Hà Thanh, là một nữ ca sĩ Việt Nam thành danh ở Sài Gòn từ trước năm 1975.

## Thân thế
Hà Thanh, sinh ngày 25 tháng 7 năm 1937 tại quê ngoại là làng An Đô, huyện Hương Trà, tỉnh Thừa Thiên, nguyên quán là Liễu Cốc Hạ, huyện Hương Trà (nay thuộc phường Hương Toàn, thị xã Hương Trà, thành phố Huế). Bà là con thứ tư trong một gia đình gia giáo có mười anh chị em và không ai theo con đường văn nghệ.
Hà Thanh là một người theo đạo Phật thuần thành, quy y với Đức Đệ Nhất Tăng Thống GHPGVNTN Đại Lão Hòa thượng Thích Tịnh Khiết với Pháp danh Tâm Tú và tham gia sinh hoạt Gia đình Phật tử Hương Từ tại Huế.
Ngày nhỏ,bà theo học Trường Nữ Trung học Đồng Khánh và đã hát trong chương trình Tiếng nói học sinh Quốc Học - Đồng Khánh trên Đài phát thanh Huế.

## Sự nghiệp
Năm 1953, trong cuộc tuyển lựa ca sĩ do Đài phát thanh Huế tổ chức, Lục Hà khi đó mới 14 tuổi, do không đủ tuổi tham dự nên Lục Hà đã khai thêm 1 tuổi. Lục Hà đạt giải nhất với sáu nhạc phẩm rất khó, trong đó có bài "Dòng sông xanh" (tiếng Đức: An der schönen blauen Donau, nhạc của Johann Strauss II), và tên bài hát đó đã trở thành nghệ danh của bà, đó là Hà Thanh. Sau đó bà tiếp tục học và có đi hát cho Đài phát thanh Huế.
Năm 1963, trong chuyến vào thăm người em ở Sài Gòn bà thâu thanh cho hãng Sóng Nhạc, bà được nhạc sĩ Duy Khánh giới thiệu cho nhạc sĩ Mạnh Phát và Mạnh Phát giới thiệu rằng nhạc sĩ Nguyễn Văn Đông muốn gặp gỡ và mời bà đến hát với ban nhạc Tiếng thời gian. Phần trình bày ca khúc "Về mái nhà xưa" của bà khiến toàn ban nhạc hài lòng. Sau đó, bà lại về Huế. Không muốn để tài năng của Hà Thanh bị tàn phai, Nguyễn Văn Đông bèn viết thư mời bà trở vào Sài Gòn cộng tác với hãng dĩa Continental.
Năm 1965, Hà Thanh chính thức gia nhập sinh hoạt ca nhạc ở Sài Gòn. Bà trở thành một trong những giọng ca hàng đầu của Sài Gòn khi đó. Vào giữa thập niên 1960, tiếng hát Hà Thanh thường xuyên hiện diện trên các Đài phát thanh Sài Gòn, Quân đội, Tự Do, trong các chương trình Đại nhạc hội và bà không bao giờ đi hát phòng trà.Bà rất thành công với những nhạc phẩm của nhạc sĩ Nguyễn Văn Đông như Khúc tình ca hàng hàng lớp lớp, Chiều mưa biên giới, Phiên gác đêm Xuân, Hải ngoại thương ca...
Năm 1969, ca sĩ Hà Thanh là một trong những nghệ sĩ được chính phủ Việt Nam Cộng hòa cử sang biểu diễn tại Pháp. Ngoài ra bà còn trình bày nhiều nhạc phẩm tiền chiến nổi tiếng của Phạm Duy, Văn Cao, Đoàn Chuẩn, Hoàng Giác.
Bà cũng là nguồn cảm hứng để một số nhạc sĩ sáng tác nhạc tặng cho bà, như bài Nhớ nhau của Tuấn Khanh, Phạm Thế Mỹ với bài Áo lụa vàng.
Năm 1970, Hà Thanh kết hôn với Trung tá Bùi Thế Dung của Binh chủng Thiết giáp. Năm 1972, hai người có một con gái là Bùi Kim Huyên (hiện đang là 1 nha sĩ).
Sau năm 1975, chồng Hà Thanh đi học tập cải tạo. Năm 1984, bà cùng con gái được gia đình bảo lãnh sang định cư tại Boston, miền Đông Hoa Kỳ. Năm 1990, vợ chồng Hà Thanh sum họp nhưng tan vỡ hai năm sau đó. Tại hải ngoại, Hà Thanh không trình diễn thường xuyên, cô xuất hiện trên trung tâm Asia (Nha Trang) và trung tâm Thuý Nga (Hoa Xuân, Thương về xứ Huế) và có ghi âm một số CD Phật ca như Ngát hương đàm, Nhành dương cứu khổ,...Thỉnh thoảng cô còn hát thiện nguyện cho một số ngôi chùa ở Hoa Kỳ.
Sau một thời gian mắc bệnh ung thư máu, bà qua đời vào lúc 19h30' ngày 1 tháng 1 năm 2014, tại thành phố Boston, tiểu bang Massachusetts, Hoa Kỳ.

## Danh sách băng, đĩa
Trong khoảng thời gian từ 1965 tới 1975 ở Sài Gòn, Hà Thanh thâu âm rất nhiều cho các hãng băng đĩa như Việt Nam, Sóng Nhạc, Shotguns, Trường Sơn, Continental/Premier, Sơn Ca,...
- 1985: Hải ngoại thương ca - Giáng Ngọc thực hiện, Trung Nghĩa hòa âm
- 1995: Chiều mưa biên giới - Giáng Ngọc, Lê Văn Thiện hòa âm
- 1995: Sầu mộng - Phạm Vũ
- 1999: Ngát hương đàm - Phật ca, Duy Cường hòa âm
- 2000: Chinh phụ ca - Giáng Ngọc, Lê Văn Thiện hòa âm
- 2003: Nhành dương cứu khổ - Phật ca, Trầm Tử Thiêng hòa âm

## Các tiết mục trình diễn trên sân khấu hải ngoại

### Trung tâm Asia
| STT | Tiết mục                            | Thể hiện với         | Chương trình | Năm  |
| --- | ----------------------------------- | -------------------- | ------------ | ---- |
| 1   | Nha Trang (Minh Kỳ, Hồ Đình Phương) | Phương Thảo, Ngọc Lễ | ASIA 52      | 2006 |

### Trung tâm Thúy Nga
| STT | Tiết mục                   | Thể hiện với | Chương trình      | Năm  |
| --- | -------------------------- | ------------ | ----------------- | ---- |
| 1   | Hoa Xuân (Phạm Duy)        | Solo         | Paris By Night 85 | 2007 |
| 2   | Thương Về Xứ Huế (Minh Kỳ) | Hoàng Oanh   | Paris By Night 91 | 2008 |